# Rubén Blanco
Rubén Santiago Blanco Veiga (Mos, Pontevedra, 25 de julio de 1995) es un futbolista español que juega como guardameta en el Olympique de Marsella de la Ligue 1.

## Trayectoria
Se formó en las categorías inferiores de la U. D. Santa Mariña y a corta edad siguió creciendo en el Celta de Vigo. El 25 de julio de 2012 debutó con el primer equipo en el Trofeo Ciudad de Vigo. El 26 de mayo de 2013 debutó en Primera División por una lesión de Javi Varas, siendo el portero más joven en hacerlo en dicha categoría desde el año 1943, y jugó el siguiente partido como titular. La temporada siguiente (2013-2014), desempeña el papel de tercer portero del equipo, por detrás de Yoel y Sergio. Tras la venta de Yoel al Valencia, disputa la titularidad de la portería a Sergio, ejerciendo después como portero suplente.
El 20 de julio de 2022, días después de haber renovado su contrato hasta 2027, fue cedido al Olympique de Marsella para la temporada 2022-23. Tras la misma regresó a Vigo, pero antes de acabar el mes de julio volvió, ya traspasado, a Marsella.

## Selección nacional
En septiembre de 2011 fue convocado con la selección de fútbol sub-17 de España para disputar la fase de clasificación del Campeonato Europeo de la categoría.
En verano de 2013 participó con la selección de fútbol sub-19 de España en el campeonato europeo. Con esta categoría jugó 10 partidos.

## Estadísticas

### Clubes
| Temporada | Club                     | División  | Partidos Liga | Goles en Liga | Partidos Copa | Goles en Copa | Partidos en Europa | Goles en Europa |
| --------- | ------------------------ | --------- | ------------- | ------------- | ------------- | ------------- | ------------------ | --------------- |
| 2011-2012 | Celta de Vigo B · España | Segunda B | 4             | 7             |               |               |                    |                 |
| 2012-2013 | Celta de Vigo B · España | Tercera   | 26            | 26            |               |               |                    |                 |
| 2012-2013 | Celta de Vigo · España   | Primera   | 2             | 0             |               |               |                    |                 |
| 2013-2014 | Celta de Vigo B · España | Segunda B | 30            | 52            |               |               |                    |                 |
| 2013-2014 | Celta de Vigo · España   | Primera   |               |               | 1             | 4             |                    |                 |
| 2014-2015 | Celta de Vigo · España   | Primera   | 1             | 2             | 4             | 7             |                    |                 |
| 2015-2016 | Celta de Vigo · España   | Primera   | 8             | 12            | 8             | 8             |                    |                 |
| 2016-2017 | Celta de Vigo · España   | Primera   | 11            | 15            | 0             | 0             | 4                  | 6               |
| 2017-2018 | Celta de Vigo · España   | Primera   | 22            | 31            | 0             | 0             | 0                  | 0               |